# Друга Жикина династија
Друга Жикина династија је југословенски филм из 1986. године, осми наставак серијала Луде године. Главне улоге тумаче Гидра Бојанић и Марко Тодоровић. Режирао га је Зоран Чалић, а сценарио су писали Зоран Чалић и Јован Марковић.

## Радња
Деда Жика и деда Милан сазнају да је њихов унук Миша потпуно полудео за девојкама и сексом. Пошто је Жика у његовој династији већ имао прадеду лудог Милојка манијака одлучују да затраже помоћ од доктора Недељковића. Он им саветује да Мишу пошаљу на село да ради и да тамо троши снагу. Међутим, када оду на село, долази до низа комичних ситуација и на крају Милан и Жика заврше у болници.

## Улоге
| Глумац                     | Улога                            |
| -------------------------- | -------------------------------- |
| Драгомир Гидра Бојанић     | Живорад Жика Павловић            |
| Марко Тодоровић            | Милан Тодоровић                  |
| Јелена Жигон               | Јелена Тодоровић                 |
| Никола Којо                | Михајло Миша Павловић            |
| Риалда Кадрић              | Марија Павловић                  |
| Владимир Петровић          | Слободан Боба Павловић           |
| Јелисавета Саблић          | Домаћица Смиља                   |
| Петар Краљ                 | Домаћин                          |
| Велимир Бата Живојиновић   | Доктор Милутин Недељковић        |
| Ружица Сокић               | Влајкова снајка Ружа             |
| Драгољуб Гула Милосављевић | Деда Влајко                      |
| Весна Пећанац              | Маца                             |
| Никола Симић               | Светислав Бркић                  |
| Маја Сабљић                | Службеница која воли топли оброк |
| Милутин Караџић            | Комшија Паја                     |
| Јасна Бери                 | Пајина жена                      |
| Мирјана Николић            | плавуша, Перицина жена           |
| Милан Срдоч                | Миге                             |
| Наташа Лучанин             | друга плавуша у стану            |
| Бата Паскаљевић            | Перица                           |
| Драгомир Чумић             | пецарош 1                        |
| Растко Тадић               | пецарош 2                        |
| Богдан Михаиловић          | конобар Чеда                     |
| Драган Лукић Омољац        | пацијент 1                       |
| Олга Познатов              | пацијент 2                       |
| Бранислав Петрушевић       | пацијент 3                       |
| Ранко Гучевац              | Продавац рибе                    |
| Драгомир Станојевић        | Милиционер 1                     |
| Момир Радевић              | Милиционер 2                     |
| Снежана Михелчић           | плавуша са ситроеном             |
| Зоран Симовић              |                                  |
| Мирослав Јовановић         |                                  |
| Драгослав Јовановић        |                                  |
| Бошко Пулетић              | Агроном                          |

## Занимљивости
Риалда Кадрић се после овог филма одселила у Лондон, те се због тога њен и Бобин лик нису појављивали даље у серијалу.